# I Don't Know How She Does It
I Don't Know How She Does It (Brasil, Portugal: Não Sei Como Ela Consegue) é um filme de comédia estadunidense de 2011 baseado em romance de mesmo nome de Allison Pearson. O filme é estrelado por Sarah Jessica Parker, Pierce Brosnan e Greg Kinnear.

## Sinopse
Kate Reddy (Sarah Jessica Parker) é uma mulher que durante o dia trabalha em uma grande empresa financeira em Boston, e ao cair da noite volta para casa com o marido Richard (Greg Kinnear), um arquiteto que acaba de perder o emprego, e seus dois filhos pequenos. A melhor amiga e colega de trabalho de Kate, Allison Henderson (Christina Hendricks), vive exatamente a mesma situação complicada de tentar equilibrar trabalho e família.
O problema surge quando Kate recebe uma comissão no trabalho o que implica fazer inúmeras viagens para Nova York e seu marido Richard que consegue o emprego que sempre quis, o estado de ambos os empregos vai fazer o casamento ficar à distância. Esta situação é agravada quando o novo parceiro de Kate, Jack Abelhammer (Pierce Brosnan), torna-se uma tentação inesperada que vai abalar sua vida de casados.

## Elenco
- Sarah Jessica Parker como Kate Reddy
- Pierce Brosnan como Jack Abelhammer
- Greg Kinnear como Richard Reddy
- Busy Philipps como Wendy Best
- Olivia Munn como Momo Hahn
- Christina Hendricks como Allison Henderson[4]
- Emma Rayne Lyle como Emily Reddy
- Kelsey Grammer como Clark Cooper
- Jessica Szohr como Paula
- Seth Meyers como Chris Bunce
- Jane Curtin como Marla Reddy
- Sarah Shahi como Janine LoPietro
- Theodore e Julius Goldberg como Ben Reddy
- Leslie Guzman como Lola Laughningle

## Lançamento
I Don't Know How She Does It foi lançado para o público estadunidense em 16 de setembro de 2011.

### Recepção
I Don't Know How She Does It tem recebido muitas críticas negativas por parte dos críticos de cinema. A partir de 16 de fevereiro de 2012 uma classificação de 17% no Rotten Tomatoes baseado em 106 comentários com uma classificação média de 4 de 10. O site descreve a comédia como "mole", com vista "irremediavelmente ultrapassada" no sexo.
Sarah Jessica Parker ganhou duas nomeações para o prêmio Framboesa de Ouro como Pior Atriz por este filme e New Year's Eve, mas perdeu em ambos para Adam Sandler por sua atuação em Jack and Jill. 